# Свинецорганические соединения
Свинецорганические соединения — химические соединения, в которых имеется химическая связь между атомами углерода и свинца. Первым таким полученным веществом стал гексаэтилсвинец, синтезированный в 1858 году. Свинец находится в одной подгруппе с углеродом и имеет валентность 4.
При движении вниз по подгруппе углерода, связь C–X (X = C, Si, Ge, Sn, Pb) становится слабее, а длина связи растет. Длина связи C–Pb в тетраметилсвинце составляет 222 пм, её энергия — 49 ккал/моль (204 кДж/моль). Для сравнения, связь С-Sn в тетраметилолове имеет длину 214 пм и энергию 71 ккал/моль (297 кДж/моль). Преобладание Pb(IV) в свинцовоорганической химии примечательно, имея в виду тот факт, что в неорганических соединениях свинец, как правило, имеет степень окисления +2.
Наиболее важным свинцовоорганическим соединением является тетраэтилсвинец, ранее использовавшийся в качестве антидетонатора. Наиболее важными реактивами свинца для его введения являются тетраацетат свинца и хлорид свинца.
Использование свинецорганических соединений ограничено частично из-за их токсичности, хотя токсичность составляет лишь 10% от уровня палладиевых соединений.

## Получение
Свинецорганические соединения могут быть получены с помощью реактива Гриньяра и хлорида свинца. Например, продуктом реакции хлорида метилмагния и хлорида свинца является тетраметилсвинец, прозрачная жидкость с температурой кипения 110 °C и плотностью 1,995 г/см³. Реакция вещества с Pb(II) с циклопентадиенидом натрия дает свинцовый металлоцен — плюмбоцен.
Некоторые ароматические соединения могут реагировать непосредственно с тетраацетатом свинца, образуя ароматические соединения свинца по механизму электрофильного ароматического замещения. К примеру, анизол при взаимодействии с тетраацетатом свинца образует р-methoxyphenyllead в хлороформе и дихлоруксусной кислоте:
Другие соединения свинца — свинецорганические галогениды типа RnPbX(4-n), свинецорганические сульфинаты (RnPb(OSOR)(4−n)) и свинецорганические гидроксиды (RnPb(OH)(4−n)). Типичные реакции:
R4Pb + HCl  → R3PbCl +  RH
R4Pb + SO2  → R3PbO(SO)R
R3PbCl + 1/2Ag2O (aq) → R3PbOH + AgCl
R2PbCl2 + 2 OH−  → R2Pb(OH)2 + 2 Cl−
Соединения типа R2Pb(OH)2 амфотерны. При pH ниже 8 они образуют ионы R2Pb2+, а при pH выше 10 — ионы R2Pb(OH)3-.

## Интермедиаты
Свинецорганические соединения образуют разнообразные интермедиаты, такие, как свободные радикалы свинца:
Me3PbCl + Na (77 K) → Me3Pb.
и плюмбилены(?) (en:Plumbylene), 
Me3Pb-Pb-Me3  → [Me2Pb]
[Me2Pb] + (Me3Pb)2 → Me3Pb-Pb(Me)2-PbMe3
Me3Pb-Pb(Me)2-PbMe3 → Pb(0) + 2 Me4Pb
Эти интермедиаты распадаются в реакции диспропорционирования.